# Rolf Möller (Musiker)

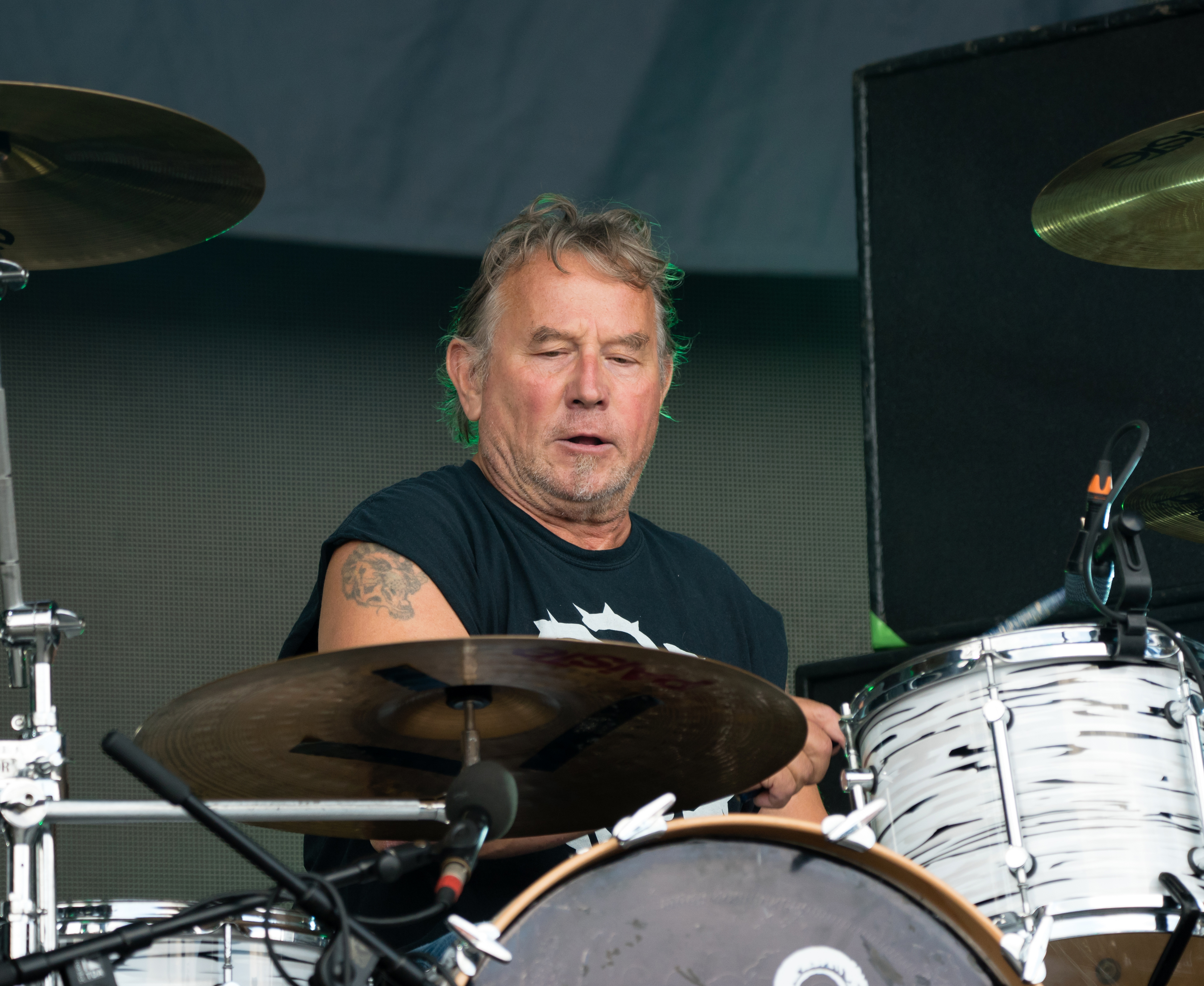
Rolf Möller mit Extrabreit beim Werner Rennen 2018

Rolf Möller (* 2. Mai 1956 in Hagen) ist ein deutscher Musiker, der als Schlagzeuger der Rockband Extrabreit größere Bekanntheit erlangte. Seit 1985 gehört er unter dem Spitznamen Admiral Top-Sahne auch zur Besetzung von Grobschnitt.

## Biografie
Bereits im Kindergarten lernten sich Möller und der spätere Extrabreit-Gründer Stefan Klein kennen, sie gingen auch gemeinsam in die Grundschule. Seine erste Trommel besaß Möller 1968 und unternahm mit Klein erste musikalische Versuche. Beide waren Mitglied einer Schülerband.
Nach der Schule erlernte Möller den Beruf des Einzelhandelskaufmanns und sollte Ende der 1970er Jahre die Firma seines Vaters übernehmen. Stattdessen entschied er sich, seinen Lebensunterhalt mit Musik zu verdienen, und schloss sich Extrabreit an, nachdem deren Schlagzeuger, Käptn Horn, die Gruppe verlassen hatte. Mit der Band nahm er zwischen 1980 und 1982 die Alben Ihre größten Erfolge, Welch ein Land ! Was für Männer: und Rückkehr der phantastischen 5! auf, 1982 außerdem Jupheidi im Morgengrauen mit Wolfgang Luthe. 1985 verließ er Extrabreit und wurde Mitglied von Grobschnitt, mit denen er 1985 Sonnentanz und 1987 das Album Fantasten aufnahm. 1989 löste sich Grobschnitt auf.
Extrabreit hatte sich bereits 1987 nach Veröffentlichung des Albums Sex After 3 Years in a Submarine, das ein kommerzieller Flop war, ebenfalls aufgelöst. Möller lud die anderen vier Mitglieder der Gruppe 1989 zu sich nach Hause ein, wo Extrabreit wieder ins Leben gerufen wurde. Mit Ausnahme von Jeden Tag – Jede Nacht, Amen war Möller an den Aufnahmen aller seither erschienenen Studioalben der Band beteiligt.
Seit dem Comeback von Grobschnitt 2006 gehört Möller auch wieder zu dieser Gruppe.

## Diskografie
Extrabreit
- 1980: Ihre größten Erfolge
- 1981: Welch ein Land ! – Was für Männer:
- 1982: Rückkehr der phantastischen 5!
- 1991: Wer Böses denkt, soll endlich schweigen
- 1993: Hotel Monopol
- 2005: Frieden
- 2008: Neues von Hiob
- 2020: Auf Ex!

Grobschnitt
- 1985: Sonnentanz - Live
- 1987: Fantasten
- 2009: Another Journey (Maxi-CD)